# Megalastrum lasiernos
Megalastrum lasiernos là một loài thực vật có mạch trong họ Dryopteridaceae. Loài này được (Spreng.) A.R. Sm. & R.C. Moran miêu tả khoa học đầu tiên năm 1987.